# Terzo fuoco
Con il termine "terzo fuoco" si intende, in ceramica, la terza cottura ("piccolo fuoco") che viene applicata ad un oggetto o piastrella che ha già subito due fasi di cottura (prima cottura del supporto o "biscottatura"; seconda cottura dello smalto o "smaltatura"), per aggiungere le decorazioni nelle molteplici tecniche.
Sebbene il "terzo fuoco" fosse un procedimento conosciuto fin dall'antichità e applicato soprattutto per il vasellame e l'oggettistica, ha assunto oggi nell'accezione comune un nuovo significato che richiama non solo ad una tecnica, ma descrive un "comparto specifico" nella filiera industriale della ceramica moderna delle piastrelle da rivestimento e da pavimento.
Nato sul finire degli anni settanta nel comprensorio ceramico di Sassuolo da Benito Ramazzotti, si è poi diffuso in tutti i distretti ceramici del mondo.